# Radu X Șerban
Radu X Șerban est prince de  Valachie de 1602 à 1611.

## Origine
Fils du postelnic Radu et de Maria Jupanita de Cojama, il est apparenté par sa mère à la famille des boyards de Craiovescu. Ancien et vaillant général de Mihai Viteazul, il est élu prince de Valachie le 3 août 1602 avec l'appui de la cour de Vienne, qui voyait en lui un instrument pour reprendre la Transylvanie à la noblesse hongroise, en remplacement de Simion Ier Movilă soutenu par la Pologne et contre Radu IX Mihnea, le candidat des Turcs.

## Règne
Radu X Șerban entre à Târgoviște dès la fin 1601 et s'impose ensuite contre Radu IX Mihnea. Il envoie rapidement une ambassade à Constantinople pour conclure la paix avec le sultan Mehmed III en promettant de payer le tribut imposé par la Sublime Porte avant le règne de Michel le Brave. L'ancien prince Simion Movilă, appuyé par le Polonais, tente de mener un coup de main contre la Valachie. Radu Șerban, en état d'infériorité, se retire en Transylvanie où il obtient l'appui du général impérial Giorgio Basta.
Avec ces troupes, il chasse les Moldaves, vassaux des Polonais, et entre en rapport avec l'empereur Rodolphe II qui renouvelle à Prague le 21 décembre 1602 le traité conclu entre Michel le Brave et l'empereur. Après l'ultime abdication de Sigismond Ier Báthory en juin 1602, il appuie à son tour le général Giorgio Basta contre le nouveau prince de Transylvanie Moïse Székely qui est tué dans un combat le 17 juillet 1603.
Radu X doit retourner rapidement en Valachie combattre les Ottomans qui lui reprochent son intervention contre Moïse Székely allié et vassal de la Sublime Porte. Radu Șerban repousse l'offensive turque au-delà du Danube. Le prince doit ensuite faire face victorieusement à une tentative d'usurpation menée par un certain Petru Prodicu, fils illégitime de Petru II Cercel qui est soutenu par le Métropolite de Târgoviște et le prince Ieremia Movilă.
Le 5 juin 1605, Radu X Șerban signe un traité avec le nouveau prince de Transylvanie Étienne II Bocskai. Cette paix sera ensuite renouvelée en mars 1607 avec Sigismond II Rákóczi son successeur. Toutefois, il est finalement vaincu et chassé de Valachie le 8 septembre 1610 par le prince Gabriel Bathory de Transylvanie, qui occupe le pays pendant un an.
Radu X Șerban réussit à se rétablir en 1611 mais il doit faire face à Radu IX Mihnea, le candidat des Turcs définitivement vaincu le prince Radu Șerban et sa famille s'installent en exil à Vienne, où il meurt le 13 mars 1620.
Le corps du prince Radu X Șerban, d'abord inhumé dans la cathédrale Saint-Étienne de Vienne, est transféré au monastère de Comana (roumain Manastirea Comana) en 1640.

## Postérité
Son épouse, Ilinca din Margineni, lui a donné :
- Maria, épouse de Matei Ier Basarab, prince de Valachie ;
- Elena, née en 1610, épouse en 1628 ou 1632 de Constantin Cantacuzino, grand chambellan de Valachie ;
- Ancuta, épouse de Nicolae II Patrascu, fils de Mihai Viteazul.

D'une liaison avec la fille de Carogea Mihalcea de Chios, il a un fils illégitime, 
- Constantin Ier Șerban Basarab, prince de Valachie et de Moldavie.

## Source
- Alexandru Dimitrie Xenopol Histoire des Roumains de la Dacie trajane : depuis les origines jusqu'à l'union des principautés. E Leroux Paris (1896)